# Castelnau-Montratier
Castelnau-Montratier foi uma antiga comuna francesa na região administrativa de Occitânia, no departamento de Lot. Estendia-se por uma área de 72,54 km². Em 2010 a comuna tinha 1 894 habitantes (densidade: 26,1 hab./km²).
Em 1 de janeiro de 2017, ela foi incorporada ao território da nova comuna de Castelnau-Montratier-Sainte-Alauzie.